# Idrottsklubben Gauthiod
O Idrottsklubben Gauthiod, ou simplesmente IK Gauthiod, é um clube de futebol da Suécia fundado em 30 de julho de 1924. Sua sede fica localizada em Grästorp.
Em 2009 disputou a Division 2 Mellersta Götaland, uma das seis ligas da quarta divisão do futebol sueco, terminando na sétima colocação dentre 12 clubes participantes.